# Peter Carington
Pour les articles homonymes, voir Carrington.
Peter Alexander Rupert Carington, 6e baron Carrington, est un homme politique et diplomate britannique né le 6 juin 1919 à Londres et mort le 9 juillet 2018.

## Biographie

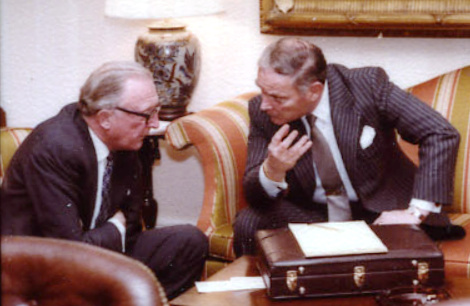
Peter Carington et Alexander Haig pendant une visite d'État de Margaret Thatcher aux États-Unis en février 1981.

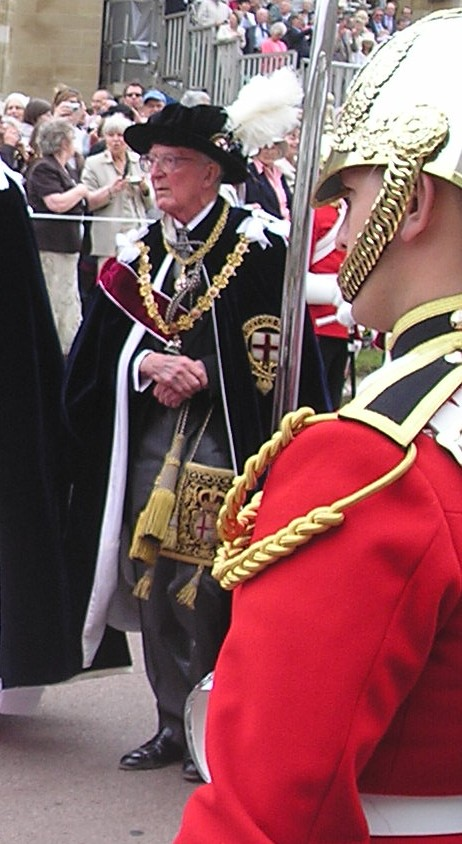
Lord Carrington en 2006 avec la tenue des compagnons de l'ordre de la Jarretière.

Peter Carington étudie au Collège d'Eton et à l'Académie royale militaire de Sandhurst. En 1938, il succède à son père en tant que 6e baron Carrington, il change légèrement son patronyme, et prend son siège à la Chambre des lords à son 21e anniversaire en 1940. Pendant la Seconde Guerre mondiale, il sert en tant que commandant dans les Grenadier Guards et reçoit la croix militaire.
Homme politique conservateur britannique, il est ministre des Affaires étrangères britannique entre 1979 et 1982, et de secrétaire général de l'OTAN de 1984 à 1988.
En tant ministre des Affaires étrangères, il supervise l'action des services de renseignement et s'engage à ce titre pour que les moudjahidin afghans reçoivent des missiles surface-air et des mines antichars. Il démissionna du gouvernement Tatcher en raison d'un désaccord sur la guerre des Malouines.
De 1983 à 2002, il est président de la Pilgrims Society. Il a également été président du comité directeur du groupe Bilderberg.
Il meurt de causes naturelles le 9 juillet 2018. Il est alors le dernier survivant du gouvernement Churchill de l'après-guerre.

## Distinctions
- Chevalier de l'ordre de la Jarretière
- Chevalier grand-croix de l'ordre de Saint-Michel et Saint-Georges
- Membre de l'ordre des Compagnons d'honneur
- Croix militaire
- Membre du Conseil privé de la Reine
- Deputy Lieutenant

## Ouvrage
- (en) Reflect on Things Past – The Memoirs of Lord Carrington, William Collins, 1988.